# Falcileptoneta taizhensis
Espèce
Synonymes
- Leptoneta taizhensis Chen & Zhang, 1993

Falcileptoneta taizhensis est une espèce d'araignées aranéomorphes de la famille des Leptonetidae.

## Distribution
Cette espèce est endémique du Zhejiang en Chine,. Elle se rencontre à Quzhou dans la grotte Taizhen.

## Description
La femelle holotype mesure 2,17 mm et le mâle paratype 1,78 mm. Cette araignée est anophtalme.

## Systématique et taxinomie
Cette espèce a été décrite sous le protonyme Leptoneta taizhensis par Chen et Zhang en 1993. Elle est placée dans le genre Falcileptoneta par Wang, Li et Zhu en 2020.

## Étymologie
Son nom d'espèce, composé de taizh[en] et du suffixe latin -ensis, « qui vit dans, qui habite », lui a été donné en référence au lieu de sa découverte, la grotte Taizhen.

## Publication originale
- Chen & Zhang, 1993 : « Study on the genus Leptoneta in karst caves in Zhejiang Province, China (Araneae: Leptonetidae). » Karst Landscape and Cave Tourism, China Environmental Science Press, Beijing, p. 216-220.